# Île d'Yeu
Ne doit pas être confondue avec la commune de L’Île-d’Yeu, entité administrative regroupant l’ensemble du territoire insulaire.
L’île d'Yeu est une île française du golfe de Gascogne formant la commune de L'Île-d'Yeu, dans le département de la Vendée et en région Pays de la Loire.
Avec l'île de Noirmoutier, elle constitue l'une des deux seules îles de l'ancienne province du Poitou.

## Histoire géologique

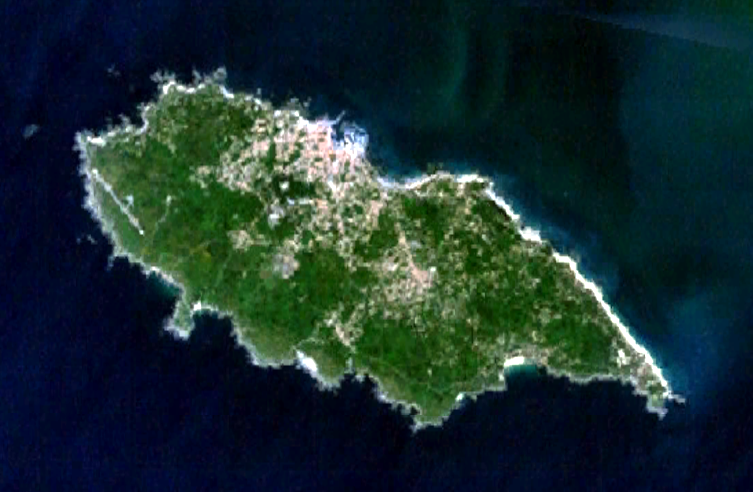
Vue satellite de l'île d'Yeu.

L'île d'Yeu est apparue il y a environ 360 millions d'années, vers la fin de l'ère primaire, à la suite d'événements géologiques. De la fin du Secondaire (65 millions d'années) jusqu'au Quaternaire (1,9 million d'années), elle subit plusieurs processus d'insularisation alternés par un rattachement au continent en raison de la variation du niveau des océans.
L'île est ainsi d’abord rattachée au continent par une langue de terre jusqu'à il y a environ 7 000 ans, il en reste la trace sous le nom du Pont d'Yeu, qui désigne aujourd'hui un haut fond rocheux reliant l'île au continent. Tantôt île, tantôt presqu'île suivant le niveau des océans, Yeu devient définitivement une île au cours du « Néolithique ancien » voire un peu avant. Au Néolithique moyen, le niveau de la mer est plus bas de seulement 5 m, la bordure littorale est plus vaste au nord de l'île — où la côte est plus basse — qu'au sud où la côte est essentiellement formée de falaises.
Aujourd'hui longue d'environ 10 km sur une largeur moyenne de 4 km, sa superficie avoisine les 23 km2.

## Toponymie
L’île d'Yeu, jadis Augia et Insula Oya (ou Oia) au VIe ou VIIe siècle, ad Oiam insulam au XIe siècle, insula de Oias (également au XIe siècle), insula de Oys au XIIIe siècle ; d'autres noms viennent ensuite, par exemple : Isle d'Oye, de Hoyes, Isle de Dieu, Isle d'Ieu, Isle-Dieu.
Yeu comme Oye-Plage, dans le Pas-de-Calais, est une évolution du mot germanique auwja / augjo signifiant « prairie humide », puis « terre entourée d’eau » et « île ». Yeu signifie donc « île » et île d’Yeu est alors une tautologie (ou toponyme pléonastique), signifiant « l’île de l’île ».
Jusqu'à la Révolution française, l'île d'Yeu est orthographiée « Isle Dieu » ou « Île Dieu ». C'est également attesté par des cartes du XVIIIe siècle. Durant la Révolution, elle porte les noms « île de la Réunion » puis « rocher de la Sans-Culotterie » ; un arrêté municipal du 11 janvier 1794 qui change le nom des rues pour des noms révolutionnés, précise que "le bourg portera désormais le nom de Mont-Libre".
Ce changement d'appellation est motivé par la déchristianisation révolutionnaire, ainsi que le précise Mgr Joseph Gaume (1802-1879), dans son ouvrage La Révolution - Recherches historiques, paru en 1877.
Elle reprend son nom d'île Dieu en 1801, sous le Consulat, moment où la graphie devient « île d'Yeu ».

## Description
L'île d'Yeu est située à 17,30 kilomètres au sud-ouest du lieu-dit « La Mouraine » (commune de Notre-Dame-de-Monts), sur le continent. Elle s'étend sur 9,8 km de long (entre la pointe du But au nord-ouest et la pointe des Corbeaux au sud-est) pour une largeur maximale de 3,9 km.
Elle présente deux visages distincts :
- la côte orientale est sablonneuse et verdoyante, semblable à celle que l'on rencontre sur la côte vendéenne ; c'est sur cette côte que se trouve Port-Joinville, le chef-lieu de la commune ;
- la côte occidentale est une « côte sauvage » rocheuse granitique avec des criques et des falaises ; elle ressemble fortement à la côte bretonne.

Le point culminant de l'île est situé près de la côte sud-ouest entre le Vieux Château et le cap des Degrés, à une altitude de 31 mètres.
L'île est parcourue par un circuit de grande randonnée, le GR 80, qui en fait le tour.

## Histoire
L'île comporte de nombreux sites préhistoriques : dolmens, éperons barrés… 
Un château en bord de mer sur la côte sud-ouest, connu aujourd'hui sous l'appellation « le Vieux Château », a été édifié vers le début du XIVe siècle par des seigneurs venant du Bas-Poitou ou du Sud de la Bretagne — en remplacement d'une forteresse en bois construite par des moines vers le début du XIe siècle — et a subi des transformations jusqu'au XVIIe siècle, époque à laquelle il est démantelé sur ordre de Louis XIV. Ses ruines sont toutefois encore en bon état et visitables.
Dès la fin de la Seconde Guerre mondiale, Philippe Pétain est jugé pour haute trahison, puis incarcéré sur l'île à la fin de l'année 1945 dans le fort de Pierre-Levée. Pour tenir compte de son grand âge, il est assigné à résidence dans une maison de l'île moins d'un mois avant d'y mourir le 23 juillet 1951, à l'âge de 95 ans. Sa tombe se trouve dans le cimetière de Port-Joinville. Le dépôt régulier d'une gerbe de fleurs sur sa tombe chaque 11 novembre depuis l'année 1987, ce pour honorer le maréchal de la Grande Guerre, à la demande du président François Mitterrand pendant son mandat, a créé un scandale politique ; ceci l'a conduit à cesser cette pratique à partir de l'année 1993.

## Galerie

Vues de l'île d'Yeu (avec indications de position)
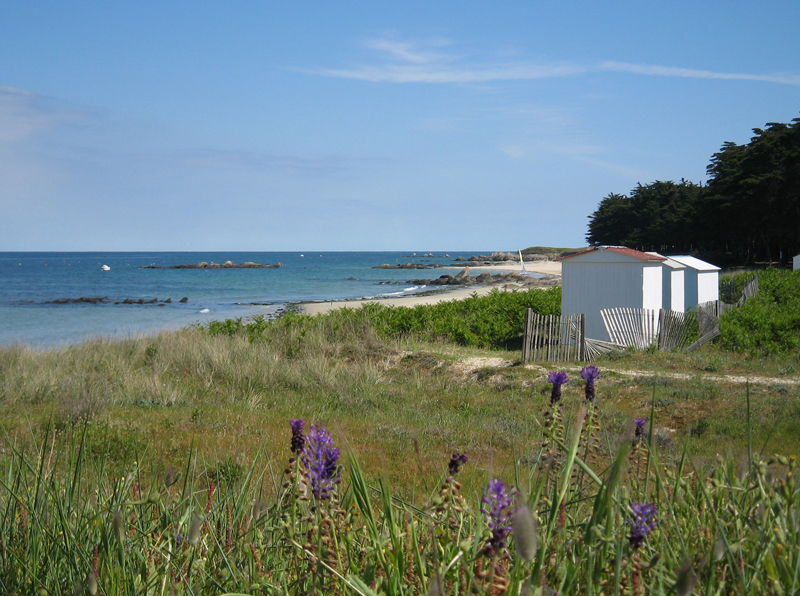
La plage des Sapins (nord-est de l'île).
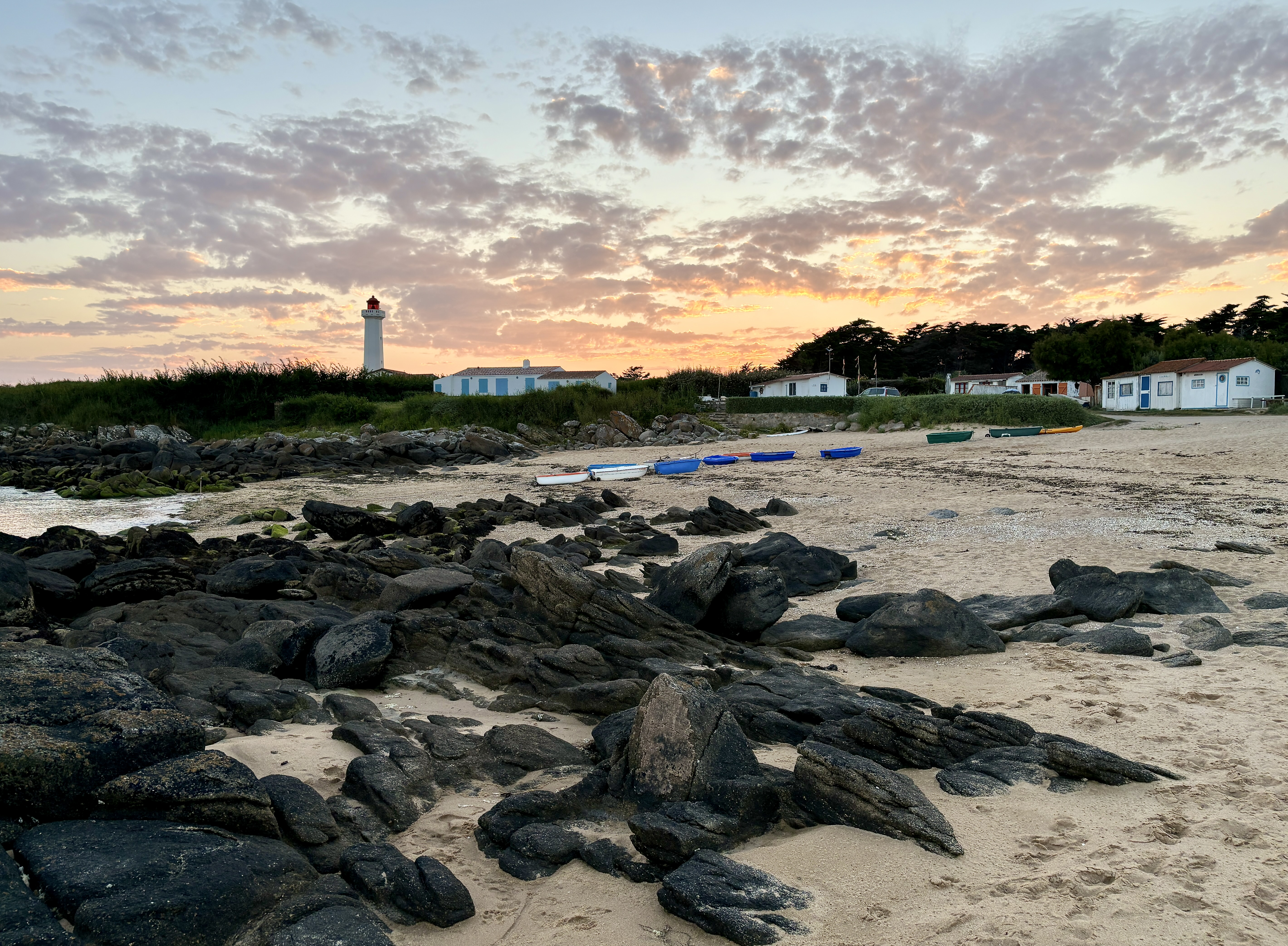
La pointe des Corbeaux (extrémité sud-est).
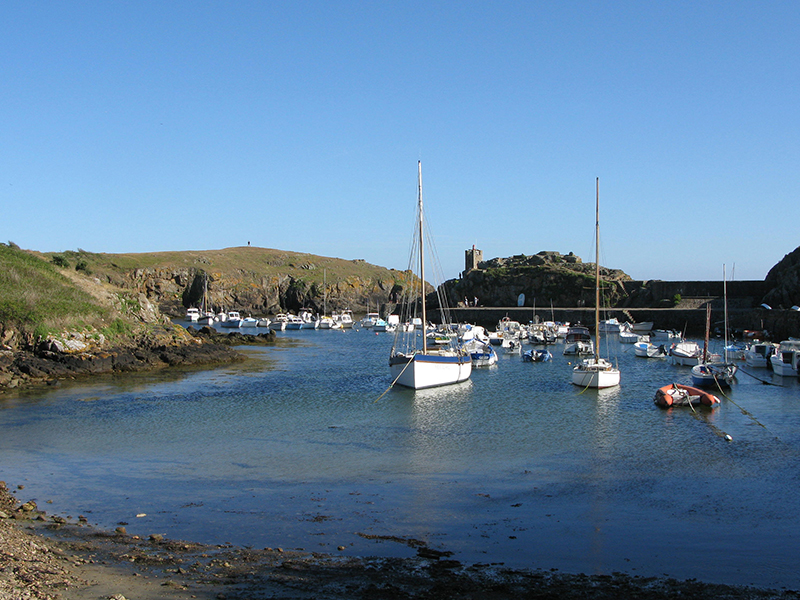
Le port de la Meule (sud).
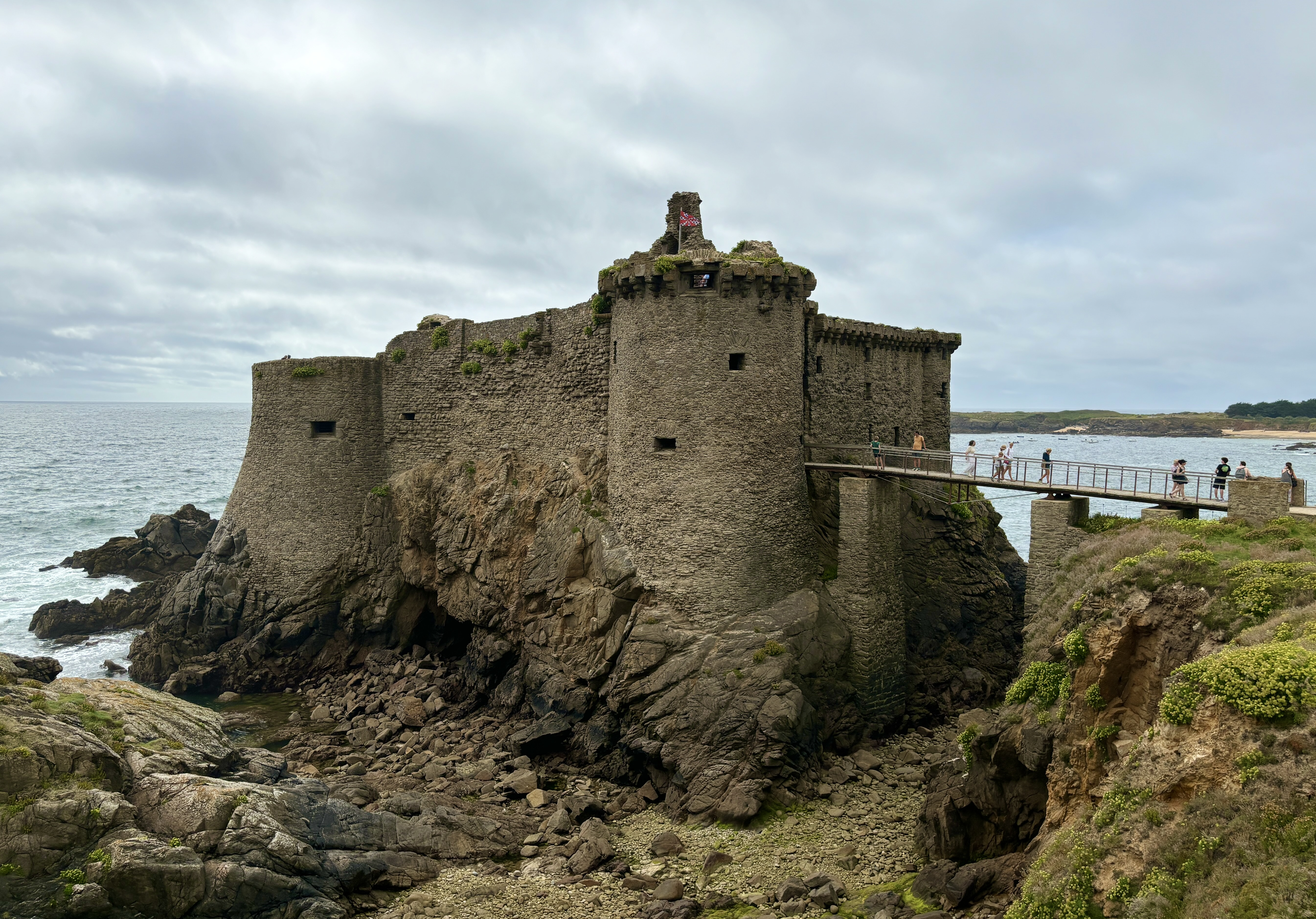
Le Vieux Château (sud-sud-ouest).
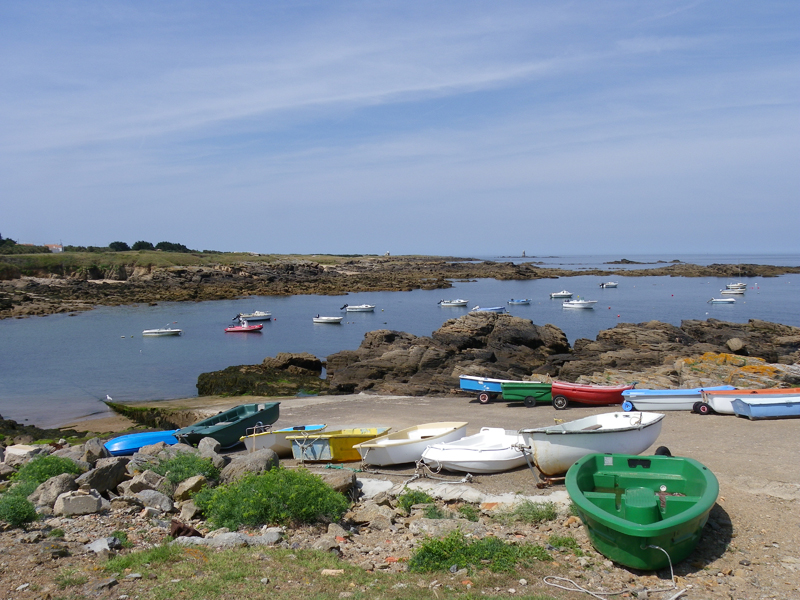
La pointe du But (extrémité ouest).
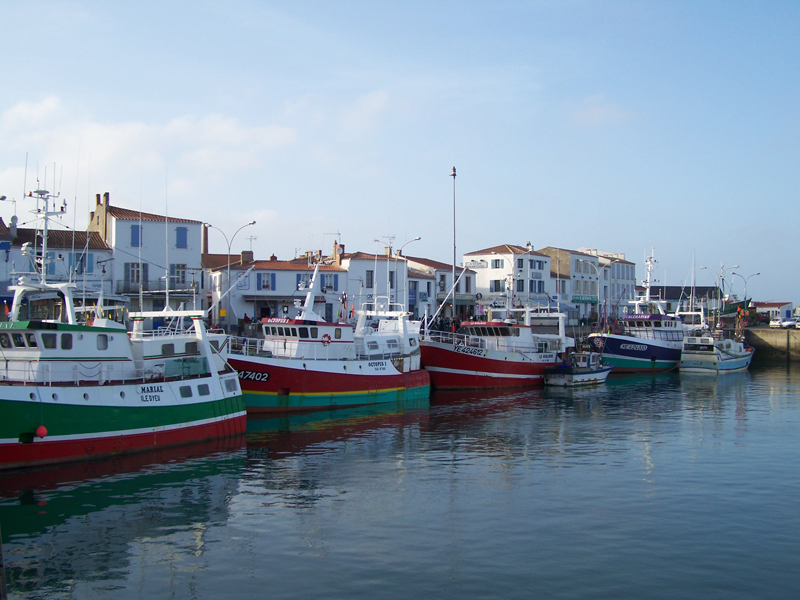
Le port de Port-Joinville (nord).